# Gyöngyös-patak (Zala)
A Gyöngyös-patak a Zalaszántó melletti Tátikahidegkút központjában ered, és Fenékpuszta alatt a Zala folyóba torkollik. Néhány patak ömlik bele, például a Lapos-tó, a Zsidi-patak, a Vindornya-árok és a Hévízi-csatorna.
Zalaszántó déli részénél van két különleges tó, amit a zalaszántói honvédek használtak. Ennél a résznél van egy régi gát, ami elzárja a vizet.